# (6076) Plavec
(6076) Plavec est un astéroïde de la ceinture principale.

## Description
(6076) Plavec est un astéroïde de la ceinture principale. Il fut découvert le 14 février 1980 à l'observatoire Kleť par Ladislav Brožek. Il présente une orbite caractérisée par un demi-grand axe de 2,64 UA, une excentricité de 0,18 et une inclinaison de 8,2° par rapport à l'écliptique.

## Compléments